# Nkingu
Nkingu är ett periodiskt vattendrag i Burundi. Det ligger i den norra delen av landet, 70 km nordost om huvudstaden Bujumbura.
Omgivningarna runt Nkingu är en mosaik av jordbruksmark och naturlig växtlighet. Runt Nkingu är det tätbefolkat, med 383 invånare per kvadratkilometer.